# Helikon
 (juin 2012).
Si vous disposez d'ouvrages ou d'articles de référence ou si vous connaissez des sites web de qualité traitant du thème abordé ici, merci de compléter l'article en donnant les références utiles à sa vérifiabilité et en les liant à la section « Notes et références ».
Helikon est une revue littéraire d'expression hongroise, créée en 1990 à Cluj-Napoca, en Roumanie.

## Présentation
Bi-hebdomadaire paraissant en huit pages de format moyen et ayant une orientation interculturelle, Helikon a publié des articles, des essais, des poésies, des textes épiques, des drames et des traductions littéraires en langue hongroise.

## Rédaction
Szilágyi István, Zsolt Karácsonyi, Sigmond István, Király László, Szőcs István, Mózes Attila, Demeter Zsuzsa, Papp Attila Zsolt, Nagy Mária, Rákossy Tibor, Deák Judit.